# Flash Gordon (série télévisée, 2007)
Cet article concerne la série télévisée de 2007. Pour la série télévisée 1954, voir Flash Gordon.
Pour les articles homonymes, voir Flash Gordon (homonymie).
Flash Gordon est une série télévisée américano-canadienne diffusée en un pilote de 90 minutes, puis vingt épisodes de 42 minutes, créée d'après le personnage de comic éponyme et diffusée entre le 10 août 2007 et le 8 février 2008 sur Sci Fi Channel aux États-Unis et sur Space au Canada.
Au Québec, la série a été diffusée à partir du 25 août 2008 sur Ztélé, en France à partir du 16 septembre 2008 sur Sci Fi, et en Belgique sur La Deux.

## Synopsis
Aidé de ses fidèles alliés Hans Zarkov et Dale Arden, Flash Gordon doit sauver la Terre de l'invasion des troupes de l'Empereur Ming en provenance de la planète Mongo.

## Distribution

### Acteurs principaux
- Eric Johnson (VF : Damien Boisseau) : Steven Flash Gordon
- Jody Racicot (VF : Bertrand Liebert) : Dr Hans Zarkov
- John Ralston (VF : Guillaume Orsat) : Empereur Ming
- Gina Holden (VF : Marie-Eugénie Maréchal) : Dale Arden
- Karen Cliche (VF : Charlotte Marin) : Baylin

### Acteurs secondaires
- Jonathan Lloyd Walker (VF : Pierre Tessier) : Rankol
- Anna Van Hooft (en) (VF : Sylvie Jacob) : Princesse Aura (16 épisodes)
- Giles Panton (en) (VF : Alexandre Gillet) : inspecteur Joe Wylee (12 épisodes)
- Jill Teed (VF : Catherine Davenier) : Norah Gordon (8 épisodes)
- Carmen Moore : Joely Lavant (7 épisodes)
- Craig Stanghetta : Terek (6 épisodes)
- Carrie Genzel (en) : Vestra (6 épisodes)
- Nicholas W. von Zill : Dolan of the Celetroph (6 épisodes)
- Bruce Dawson (VF : Jean-François Vlérick) : Dr Lawrence Gordon (5 épisodes)
- Panou (en) (VF : Nessym Guétat) : Nick (4 épisodes)
- Ty Olsson : Vultan (4 épisodes)
- Steve Bacic (VF : Julien Sbire) : prince Barin (4 épisodes)
- Sonya Salomaa (VF : Virginie Virtudes) : Lenu (4 épisodes)
- Bob Frazer (en) : Larik (3 épisodes)
- Kendall Cross : Reine Freya (2 épisodes)
- Jody Thompson : Azura (2 épisodes)
- Shawn Roberts : Garus (2 épisodes)
- Zak Santiago (VF : Fabien Jacquelin) : Zack (1 épisode)

- Version française réalisée par :
  - Société de doublage : Mediadub International[2]
  - Direction artistique : Franck Louis[2]

 Source et légende : version française (VF) sur RS Doublage et Doublage Séries Database

## Production
En janvier 2007, Sci Fi Channel commande directement 22 épisodes. En avril, Eric Johnson (Smallville) décroche le rôle principal.
En août, la production annonce avoir invité Sam J. Jones, qui tenait le rôle principal dans le film Flash Gordon en 1980. Il apparaîtra dans l'épisode Revelations dans le rôle de Krebb.
En avril 2008, la série est annulée.

## Épisodes
1. Une nouvelle dimension (Pilot [1/2])
2. À la recherche de l'imex (Pilot [2/2])
3. Pour l'honneur (Pride)
4. Euphorie (Infestation)
5. Le Retour du docteur Gordon (Assassin)
6. L'Envol (Ascension)
7. Un parfum de jeunesse (Life Source)
8. Alliances (Alliances)
9. Révélations (Revelations)
10. Le Duel (Till Death)
11. Rencontre du troisième type (Conspiracy Theory)
12. Alerte aux failles (Random Access)
13. Complot (Secrets and Lies)
14. Une journée sacrée (Sorrow)
15. La Prophétie (Stand and Deliver)
16. Possession (Possession)
17. Les Liens du sang (Thicker Than Water)
18. Sauvé des eaux (Ebb and Flow)
19. L'Antidote (Blame)
20. L'Élu (Cold Day In Hell)
21. Révolution [1/2] (Revolution [1/2])
22. Révolution [2/2] (Revolution [2/2])

## Sortie DVD (Zone 2)
La série est sortie dans son intégralité en France dans un coffret métallique chez Tactic Vidéo et distribué par The Walt Disney Company France.
Les 22 épisodes sont présentés au format 1.77 panoramique 16/9 compatible 4/3 en version française Dolby Stéréo 2.0 et en version originale Dolby Digital 5.1. Des sous-titres français sont disponibles. En bonus, les coulisses de la production avec des interviews de Robert Halmi, Jody Racicot, Karen Cliche, Eric Johnson, Gina Holden et John Ralston.